# Karloman, søn af Karl Martell
Karloman (født ca. 710, død 17. august 754 i Vienne) var søn af Karl Martell og hans kone Rotrude af Trier. 
Da Karl døde i 741, efterfulgte han og hans broder Pipin den yngre sin fars embeder, Pipin i Neustria og Karloman i Austrasia. Han var medlem af familien, som senere blev kaldt karolingerne. Han var vigtig i konsolideringen af deres magt på bekostning af de herskende merovingerkonger over frankerne. Han trak sig tilbage fra det offentlige liv i 747 for at gå i kloster.